# ショーン・マクブライド
ショーン・マクブライド（Seán MacBride、1904年1月26日 - 1988年1月15日）は、アイルランドの国際政治家である。
アイルランドの国内政治家として経験を積んだ後、20世紀初頭に、国際連合、欧州評議会、アムネスティ・インターナショナルなどを含めた多くの非政府組織を創設、参加した。1974年にはノーベル平和賞を、1975年にはアメリカ正義メダルを、1975年から1976年にはレーニン平和賞を、1980年にはユネスコシルバーメダルを受賞した。

## 初期の人生
マクブライドは1904年に、軍人のジョン・マクブライドと革命家で女優のモード・ゴンの間にパリで生まれた。1916年に父親がイースター蜂起で処刑されるまでそこに住み、後にアイルランドの学校に通った。1919年、15歳の時に軍事組織アイルランド義勇軍に加入し、アイルランド独立戦争中は活発に活動した。1921年の英愛条約には反対し、アイルランド自由国により収監もされた。
これ以外にも彼は何度も収監され、1924年に釈放されると、1926年にダブリンに戻るまでパリとロンドンでジャーナリストとして働いた。彼は法律を勉強し、アイルランド共和軍（IRA）の活動に戻って24歳でチーフスタッフとなった。1934年にベルファストのプロテスタント教徒がボーデンズタウンまで行進し、横断幕を押収したIRAと小競り合いになった。彼は1937年に裁判にかけられ、後にIRAを抜けた。しかし彼はその後もIRAの政治犯の弁護をしばしば担当した。

## Clann na Poblachta
1946年、マクブライドはアイルランドの共和党系政党であるフィアナ・フォイルに置き換わることを期待して、en:Clann na Poblachtaを設立した。1947年10月、ダブリン選挙区の補選でウラクタス（アイルランド議会）のドイル・エアラン（下院）議員に初当選した。同じ日にen:Patrick KinaneもClann na Poblachtaから当選した。
しかし1948年の選挙では党は10議席しか取れず、労働党系のフィン・ゲールと合併した。Clann na Poblachtaの2人の議員も入閣し、マクブライドは外務大臣、ノエル・ブラウンは厚生大臣になった。
マクブライドが外務大臣の時、欧州評議会は人権と基本的自由の保護のための条約をまとめた。彼は1949年から1950年まで欧州評議会の大臣会議の議長を務め、1950年11月4日にローマで署名されたこの条約の成立に尽力した。1948年から1951年には経済協力開発機構の副議長を務め、北大西洋条約機構へのアイルランドの参加を阻止した。
1949年、彼はアイルランド共和国の建国を宣言し、4月18日イースターの月曜日にアイルランド自由国はイギリス連邦から脱退してアイルランド共和国となった。
1951年の選挙で、Clann na Poblachtaは議席を2つに減らした。マクブライド自身は議席を守り、1954年の選挙でも当選したが、1957年と1961年の選挙で落選し、それ以降は弁護士としての活動に専念することになった。

## 国際政治
マクブライドはアムネスティ・インターナショナルの創立メンバーの一人で、代表も務めた。また国際法律家委員会の事務局長を1963年から1971年まで務め、国際平和ビューローの会長にも選ばれた。
アフリカ統一機構の憲法や、イギリスのアフリカ植民地で最初に独立したガーナの最初の憲法も起草した。
またマクブライドが提唱した国際連合機関には次のようなものがある。
- 国際連合事務総長
- 国際連合総会
- 国際連合難民高等弁務官事務所
- 国際連合人権高等弁務官事務所

## 人権活動
マクブライドは1950年代から1970年代にかけて、世界的な人権問題に関して精力的に活動した。1958年に数百人のIRAの容疑者が裁判なしに拘禁されると、彼は欧州人権裁判所に提訴した。またen:JUSTICEという組織を立ち上げ、ハンガリー動乱後の見せしめ裁判を傍聴した。この組織は後の国際法律家委員会のもととなった。彼は良心の囚人を含む、人権問題を扱ういくつもの国際組織で活動した。
彼はアムネスティ・インターナショナルの創設にも参加し、1961年から1974年まで国際的な代表を務めた。1963年から1970年には国際法律家委員会の事務局長としても多くの他の非政府組織との共同運動を進めた。またジュネーヴの国際平和ビューローの代表としても活動している。
1973年、国際連合総会により、国際連合事務総長補佐としてナミビアのコミッショナーに選ばれた。父ジョン・マクブライドが第二次ボーア戦争でボーア人のためにイギリス兵と戦っていたため、マクブライドは南アフリカ共和国のアパルトヘイト政権との特別なルートを持っていた。
1977年には、国際連合教育科学文化機関（UNESCO、ユネスコ）のコミュニケーション問題研究国際委員会の委員長となり、1980年にその最終報告書をまとめた。同年、マクブライドはユネスコの議長に指名された。
1974年に彼は「不公正と戦うことによって国際社会に良心をもたらしたこと」を理由にノーベル平和賞を受賞した。後にアメリカ正義メダル、レーニン平和賞、ユネスコシルバーメダルも受賞した。
1980年代に彼は国際平和ビューローとen:International Progress Organizationの支援を受けて「核戦争に対する弁護士からのアピール」を開始した。International Progress Organizationのフランシス・ボイル、ハンス・ケフラーらとともに彼は国際連合総会へ、国際司法裁判所に核兵器の合法性についての意見を求める決議をするようロビー活動を行った。1996年には国際司法裁判所から核兵器の威嚇または使用の合法性勧告的意見が下された。
1984年、マクブライドは「マクブライド原則」を提案した。北アイルランドでのカトリック教徒に対する雇用差別が解消されるよう考案されたもので、採用や解雇にあたって宗教的マイノリティを不利に扱わないようにするよう具体的な提言を行ない、アメリカ合衆国内やシン・フェイン党からの広範な支持を得たが、アイルランド、イギリス両政府、およびナショナリスト（大まかにカトリック側と考えてよい）の政党である社会民主労働党を含む北アイルランドの政党の大半からは、実現性が低く非生産的であると批判された。このように、提案は成功したとは言いがたいが、1980年代に英国政府の直轄統治下で進められた北アイルランドにおけるカトリック差別解消のための諸改革を間接的に促した功績もある。なお、アメリカでは18州がこの原則を採用し、宗教差別の解消に取り組んでいる。
マクブライドは1988年1月15日、ダブリンで83年の生涯を閉じた。彼は母、妻、息子とともにグラスネヴィン・セメタリーの簡素な墓に葬られた。
1992年、国際平和ビューローは、彼の名を冠した「ショーン・マクブライド平和賞」を創設した。